# Зефирозавр
Зефирозавр (лат. Zephyrosaurus) — род орнитоподовых динозавров из семейства Thescelosauridae, живших во времена раннемеловой эпохи (аптский — альбский века, 125,0—100,5 млн лет назад) на территории Северной Америки. Окаменелости орнитопода были найдены в местности Carbon County в штате Монтана, США (формация Кловерли). Таксон назвал и описал Ханс-Дитер Сюс в 1980 году. Представлен одним видом — Zephyrosaurus schaffi.
Несколько исследований окаменелостей показали, что Zephyrosaurus и Orodromeus тесно связаны. В других исследованиях классификация данного динозавра не была чётко определена, в связи с недостатком окаменелостей. Oryctodromeus также имеет несколько схожих характеристик с Zephyrosaurus и Orodromeus, некоторые из которых могут быть связаны с характерными признаками для рытья нор. Таким образом, возможно существование клады роющих гипсилофодонтов от среднего до позднего мела на территории Монтаны.